# Margaret Rawlings
Pour les articles homonymes, voir Rawlings.

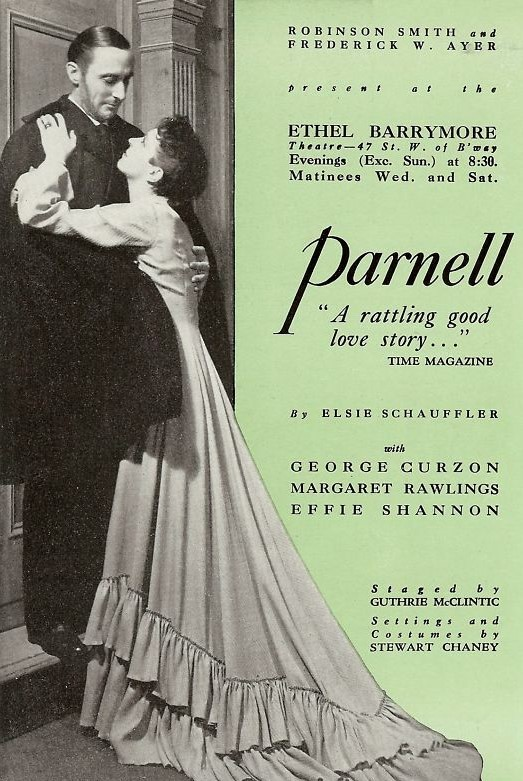
À Broadway en 1935-1936, dans Parnell (aux côtés de George Curzon dans le rôle-titre)

Margaret Rawlings, née le 5 juin 1906 à Osaka (Japon) et morte le 19 mai 1996 à Wendover (Buckinghamshire, Angleterre), est une actrice anglaise.

## Biographie
Née à Osaka d'un père missionnaire alors établi au Japon, Margaret Rawlings étudie l'art dramatique en Angleterre et débute en 1927 au théâtre, où elle joue principalement, notamment à Londres. Parmi ses pièces notables, citons Parnell d'Elsie Schauffler (1935-1936, où elle personnifie Katharine O'Shea), Le Démon blanc (en) de John Webster (1947, avec Robert Helpmann et Martita Hunt), Les Joyeuses Commères de Windsor de William Shakespeare (1955, avec Wendy Hiller et Paul Rogers), ou encore en 1964 Les Fourberies de Scapin de Molière et Œdipe roi de Sophocle (ces deux dernières à Nottingham, avec John Neville).
Elle se produit également à Broadway (New York) dans trois pièces, The Venetian de Clifford Bax (1931, avec Catherine Lacey et Alastair Sim), Parnell précitée (1935-1936, avec George Curzon dans le rôle-titre et Effie Shannon) et enfin The Flashing Stream de Charles Morgan (1939, avec Felix Aylmer et Leo Genn).
Accaparée par sa carrière sur les planches, elle contribue au cinéma à seulement six films, le premier britannique étant Traquée (en) de Paul Czinner (1929, avec Pola Negri) ; le dernier est Sentimentalement vôtre de Carol Reed (1972, avec Mia Farrow et Chaim Topol). Entretemps, mentionnons également le film américain Vacances romaines de William Wyler (1953, avec Audrey Hepburn et Gregory Peck), ainsi que Meurtre sur la Riviera de David Miller (1954, avec Ginger Rogers et Herbert Lom).
À la télévision britannique, elle apparaît dans six téléfilms surtout d'origine théâtrale (1938-1990) et douze séries (1954-1973), dont les séries Maigret (un épisode, 1963) et Compact (en) (onze épisodes, 1962-1964), et le téléfilm Jekyll & Hyde de David Wickes (1990, avec Michael Caine et Cheryl Ladd), où elle tient son dernier rôle à l'écran.
Mariée en secondes noces à Sir Robert Barlow de 1942 jusqu'au décès de celui-ci en 1976, Margaret Rawlings est également connue comme Lady Margaret Barlow (ou Lady Barlow). Elle meurt en 1996, à 89 ans.

## Théâtre

### Angleterre (sélection)
(à Londres, sauf mention contraire)
- 1931 : Salomé (Salome) d'Oscar Wilde : rôle-titre
- 1933 : This Side Idolatry de Talbot Jennings : Mary Fitton
- 1934 : The Greeks Had a Word for It de Zoe Akins : Jean
- 1935 : Pygmalion de George Bernard Shaw : Eliza Doolittle
- 1936 : Parnell d'Elsie Schauffler : Katharine O'Shea
- 1936 : Antoine et Cléopâtre (Antony and Cleopatra) de William Shakespeare : Charmian
- 1937 : Black Limelight de Gordon Sherry : Mary Charrington
- 1937 : Les Troyennes (The Trojan Women) d'Euripide, adaptation de Gilbert Murray : Hélène
- 1938 : The Flashing Stream de Charles Morgan : Karen Selby
- 1939 : You, Of All People de Peter Rosser : Stephanie Easton
- 1940 : A House in the Square de Diana Morgan : Verna Mountstephan
- 1941 : Dear Brutus de J. M. Barrie : Mme Dearth
- 1946 : L'Importance d'être Constant (The Importance of Being Earnest) d'Oscar Wilde : Gwendolen Fairfax
- 1947 : Le Démon blanc (en) (The White Devil) de John Webster, mise en scène de Michael Benthall : Vittoria Corombona
- 1949 : L'Âme en peine (The Unquiet Spirit) de Jean-Jacques Bernard : Marceline
- 1950 : Macbeth de William Shakespeare : Lady Macbeth
- 1951 : Tamerlan le Grand (Tamburlaine the Great) de Christopher Marlowe, mise en scène de Tyrone Guthrie : Zabina
- 1953 : La Charrette de pommes (en) (The Apple Cart) de George Bernard Shaw : Lysistrata
- 1955 : Les Joyeuses Commères de Windsor (The Merry Wives of Windsor) de William Shakespeare, mise en scène de Douglas Seale : Mme Ford
- 1955 : Le Conte d'hiver (The Winter's Tale) de William Shakespeare : Paulina
- 1963 : John Gabriel Borkman d'Henrik Ibsen : Ella Rentheim
- 1964 : Les Fourberies de Scapin (That Scoundrel Scapin) de Molière et Œdipe roi de Sophocle (à Nottingham)
- 1967 : Getting Married de George Bernard Shaw : Mme Bridgenorth

### Broadway (intégrale)
- 1931 : The Venetian de Clifford Bax : Bianca Cappello
- 1935-1936 : Parnell d'Elsie Schauffler : Katharine O'Shea
- 1939 : The Flashing Stream de Charles Morgan : Karen Selby

## Filmographie

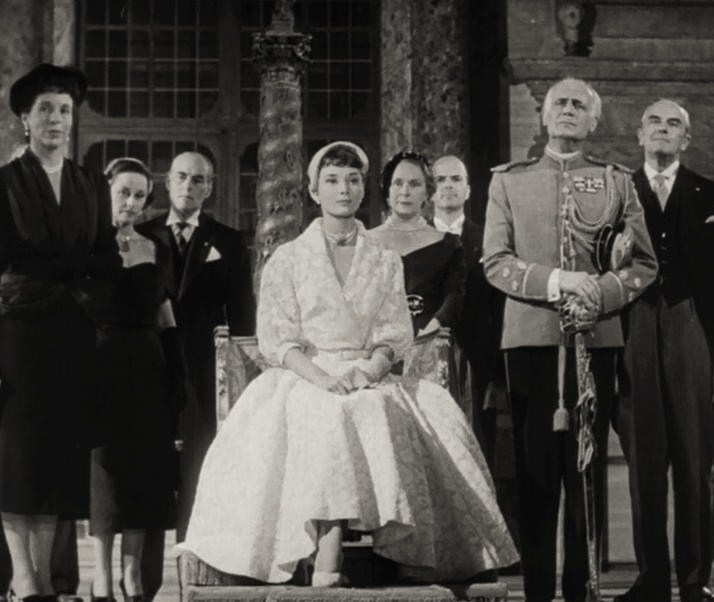
Au premier plan, de gauche à droite : Margaret Rawlings, Audrey Hepburn et Tullio Carminati, dans Vacances romaines (1953)

### Cinéma (intégrale)
- 1929 : Traquée (en) (The Way of Lost Souls) de Paul Czinner : la jeune femme
- 1953 : Vacances romaines (Roman Holiday) de William Wyler : la comtesse Vereberg
- 1954 : Meurtre sur la Riviera (Beautiful Stranger) de David Miller : Marie Galt
- 1957 : Les Criminels de Londres (en) (No Road Back) de Montgomery Tully : Mme Railton
- 1971 : La Fille de Jack l'Éventreur (Hands of the Ripper) de Peter Sasdy : Mme Bullard
- 1972 : Sentimentalement vôtre (Follow Me!) de Carol Reed : Mme Sidley

### Télévision (sélection)
- 1947 : Hamlet de Basil Adams (téléfilm) : la reine Gertrude
- 1954 : Special Providence de Campbell Logan (téléfilm) : Aziza Mathieu
- 1962-1964 : Compact (en), 11 épisodes (série) : une visiteuse (3 ép.) / Mme Nora Donaldson (5 ép.) / Ellen Bailey (3 ép.)
- 1963 : Maigret, saison 4, épisode 2 Maigret a peur (The Fontenay Murders) d'Alan Bridges (série) : Mme Vernoux
- 1990 : Jekyll & Hyde de David Wickes (téléfilm) : la mère du docteur Jekyll